# Balyang Sanctuary
Balyang Sanctuary är en park i Australien. Den ligger i delstaten Victoria, omkring 68 kilometer sydväst om delstatshuvudstaden Melbourne. Balyang Sanctuary ligger 8 meter över havet.
Runt Balyang Sanctuary är det ganska glesbefolkat, med 48 invånare per kvadratkilometer.. Närmaste större samhälle är Geelong, nära Balyang Sanctuary. 
Trakten runt Balyang Sanctuary består till största delen av jordbruksmark. Genomsnittlig årsnederbörd är 744 millimeter. Den regnigaste månaden är juni, med i genomsnitt 113 mm nederbörd, och den torraste är januari, med 31 mm nederbörd.